# کلر هالینگورث
کلر هالینگورث (انگلیسی: Clare Hollingworth؛ ۱۰ اکتبر ۱۹۱۱ – ۱۰ ژانویه ۲۰۱۷) روزنامه‌نگاری اهل بریتانیا بود. او اولین خبرنگاری بود که خبر حمله آلمان نازی به لهستان و آغاز جنگ جهانی دوم را مخابره کرد. او در ۱۹۳۹، به عنوان خبرنگار دیلی تلگراف و در حالی که از لهستان به آلمان سفر می‌کرد، تجمع نیروهای آلمانی را در مرز لهستان، مشاهده و مخابره کرد و سه روز بعد، اولین گزارش از اشغال لهستان را فرستاد.